# Scaptognathus gibbosus
Scaptognathus gibbosus är en kvalsterart. Scaptognathus gibbosus ingår i släktet Scaptognathus och familjen Halacaridae. Inga underarter finns listade i Catalogue of Life.